# Final Conversation of Kings
Final Conversation of Kings è il terzo studio album della band australiana The Butterfly Effect, pubblicato il 20 settembre 2008 dalla Village Roadshow Music.
Dall'album è stato estratto il singolo "Window and the Watcher".

## Tracce
1. Worlds on Fire - 7:04
2. Room Without a View - 4:12
3. Final Conversation - 3:22
4. The Way - 4:21
5. Window and the Watcher - 3:21
6. ...And the Promise of the Truth - 3:51
7. In These Hands - 3:49
8. 7 Days - 5:09
9. Rain - 4:07
10. Sum of 1 - 3:09
11. Landslide - 4:25*

* Traccia bonus dell'edizione iTunes

## Formazione
- Clint Boge - voce
- Ben Hall - batteria, percussioni
- Glenn Esmond - basso
- Kurt Goedhart - chitarra